# بوم بام
بوم بام (بالإنجليزية: Boom Bam) هو رابر أمريكي، ولد في 1971 في كومبتون في الولايات المتحدة.

## وصلات خارجية
- بوم بام على موقع ميوزك برينز (الإنجليزية)
- بوم بام على موقع ديسكوغز (الإنجليزية)